# Condado de Perry (Misisipi)
El condado de Perry (en inglés: Perry County), fundado en 1820, es un condado del estado estadounidense de Misisipi. En el año 2000 tenía una población de 12.138 habitantes con una densidad poblacional de 7 personas por km². La sede del condado es New Augusta.

## Geografía
Según la Oficina del Censo, el condado tiene un área total de 1683 km² (649,8 mi²), de la cual 1676 km² (647,1 mi²) es tierra y 7 km² (2,7 mi²) es agua.

## Demografía
En fecha censo de 2000, había 12.138 personas, 4.420 hogares, y 3.332 familias que residían en el condado.
En el 2000 la renta per cápita promedia del condado era de $ 27,189 y el ingreso promedio para una familia era de $32,791. El ingreso per cápita para el condado era de $12,837. En 2000 los hombres tenían un ingreso per cápita de $29,130 frente a $18,632 para las mujeres. Alrededor del 22% de la población estaba bajo el umbral de pobreza nacional.

## Condados adyacentes
- Condado de Wayne (noreste)
- Condado de Greene (este)
- Condado de George (sureste)
- Condado de Stone (sur)
- Condado de Forrest (oeste)
- Condado de Jones (noroeste)

## Localidades
Pueblos
- Beaumont
- New Augusta
- Richton

Áreas no incorporadas
- Hintonville
- Runnelstown

## Principales carreteras
- U.S. Highway 98
- Carretera 15
- Carretera 29
- Carretera 42